# Orchards
Orchards és una concentració de població designada pel cens dels Estats Units a l'estat de Washington. Segons el cens del 2000 tenia 17.852 habitants.

## Demografia
Segons el cens del 2000, Orchards tenia 17.852 habitants, 5.918 habitatges, i 4.704 famílies. La densitat de població era de 1.004,8 habitants per km².
Dels 5.918 habitatges en un 49,6% hi vivien nens de menys de 18 anys, en un 62,4% hi vivien parelles casades, en un 11,1% dones solteres, i en un 20,5% no eren unitats familiars. En el 14,3% dels habitatges hi vivien persones soles el 2,6% de les quals corresponia a persones de 65 anys o més que vivien soles. El nombre mitjà de persones vivint en cada habitatge era de 3,02 i el nombre mitjà de persones que vivien en cada família era de 3,34.
Per edats la població es repartia de la següent manera: un 34,2% tenia menys de 18 anys, un 8,3% entre 18 i 24, un 36,9% entre 25 i 44, un 16,5% de 45 a 60 i un 4,1% 65 anys o més.
L'edat mediana era de 29 anys. Per cada 100 dones de 18 o més anys hi havia 99,2 homes.
La renda mediana per habitatge era de 49.216 $ i la renda mediana per família de 50.330 $. Els homes tenien una renda mediana de 37.716 $ mentre que les dones 26.576 $. La renda per capita de la població era de 17.866 $. Aproximadament el 4,6% de les famílies i el 6,7% de la població estaven per davall del llindar de pobresa.

## Poblacions més properes
El següent diagrama mostra les poblacions més properes.